# Котыс
Котыс — река в России, протекает в Кудымкарском районе Пермского края. Устье реки находится в 210 км по правому берегу реки Иньва. Длина реки составляет 46 км.
Исток на Верхнекамской возвышенности на границе с Кировской областью, в 28 км к юго-западу от села Верх-Иньва. Исток находится на водоразделе с бассейном Колыча. Река имеет чрезвычайно извилистое русло, многократно меняет направление течения — от истока течёт на северо-восток, затем на юго-восток, восток, и вновь на северо-восток. Верхнее течение проходит по лесному массиву, нижнее течение по безлесой местности. Река протекает деревни Аразаева, Визяй, Сенина, Демина, Трошева, Кокорина и Нельсина. Притоки — Росашор, Варкулигьяшор, Ышкашор, Абрамовка (левые); Парушор, Чомьяшор, Дупшор, Чёрная, Визяевка, Вырья (правые). Впадает в Иньву у деревни Учэт-Зон. Ширина реки у устья около 12 метров, скорость течения — 0,3 м/с.

## Данные водного реестра
По данным государственного водного реестра России относится к Камскому бассейновому округу, водохозяйственный участок реки — Кама от города Березники до Камского гидроузла, без реки Косьва (от истока до Широковского гидроузла), Чусовая и Сылва, речной подбассейн реки — бассейны притоков Камы до впадения Белой. Речной бассейн реки — Кама.
По данным геоинформационной системы водохозяйственного районирования территории РФ, подготовленной Федеральным агентством водных ресурсов:
- Код водного объекта в государственном водном реестре — 10010100912111100007901
- Код по гидрологической изученности (ГИ) — 111100790
- Код бассейна — 10.01.01.009
- Номер тома по ГИ — 11
- Выпуск по ГИ — 1